# Tahrir Hamdi
Tahrir Hamdi (arabisch تحرير حمدي, DMG Taḥrīr Ḥamdī) ist eine jordanische Wissenschaftlerin mit Schwerpunkt postkoloniale Literatur und Direktorin der jordanischen Niederlassung der Arab Open University.

## Werdegang
Tahrir Hamdi wurde als Tochter von Khalil Hamdi geboren, der sich im palästinensischen Widerstand engagierte und Mitbegründer der Arabischen Nationalistischen Bewegung war.
Als Englischlehrerin arbeitete Hamdi von 1990 bis 1992 an der Model School der Universität von Jordanien und von 1992 bis 1993 an der New English School. Anschließend war sie jeweils in Teilzeit von 1993 bis 2000 Leiterin des English Department an der Jubilee School for the Gifted and Talented in Amman und von 1998 bis 2001 an der Universität von Jordanien als Dozentin am Department of English and Language Center. Als Assistant Professor lehrte Hamdi von 2001 bis 2004 an der Al-Zaytoonah University of Jordan. 2004 wechselte sie als Professorin für Decolonial studies und Leiterin des English Department an die jordanische Niederlassung der Arab Open University in Amman. Ihre Vollprofessur erhielt sie 2018. Von 2021 bis 2022 war sie dort Assistentin des Direktors für Academic Affairs. Hamdi war Mitbegründerin des Masterstudiengangs im Bereich Literatur.
Im Jahr 2014 nahm sie an der Second Bremen Conference on Language and Literature in Colonial and Postcolonial Contexts mit dem Vortragstitel Darwish’s Space, Place, Identity: Under Construction teil.
Hamdi wurde 2022 Direktorin der jordanischen Zweigstelle der Arab Open University.

## Forschung
Hamdis Forschungsgebiete sind Widerstandsliteratur und postkoloniale und antikoloniale Theorie. Besonderen Wert legt sie auf den Aspekt der Geographie in der Literatur. Zu ihren Forschungen hat sie mehrere Fachpublikationen verfasst. Ihr Buch Imagining Palestine wurde vielfach resenziert.
Hamdi ist assistant editor der Arab Studies Quarterly, eines Journals, das von Edward Said gegründet wurde. Sie ist Associate Editor des Journals Janus Unbound und Mitglied des international advisory board des Journal of Holy Land and Palestine Studies. Zudem ist sie Mitherausgeberin des Jordan Journal of Modern Languages & Literatures (JJMLL) und Mitglied des Advisory Editorial Board des International Journal of Arabic-English Studies (IJAES).

## Veröffentlichungen (Auswahl)
- Imagining Palestine: Cultures of Exile and National Identity. Bloomsbury Publishing, London 2022, ISBN 978-1-78831-340-7 (englisch).
- als Hrsg. mit Louis Brehony: Ghassan Kanafani: Selected Political Writings. Pluto Press, London 2024, ISBN 978-0-7453-4937-4 (englisch).